# 2025年广州荔湾学生家庭实验爆炸事故
2025年广州荔湾学生家庭实验爆炸事故是一起私自化学实验致残的严重事故。2025年4月6日，广州市荔湾区一名15岁初二学生在家中自行进行化学实验时发生爆炸，导致严重受伤。该男孩“因好奇心驱使”，通过网购化学实验器材和材料，结合从图书馆借阅的化学书籍进行实验操作，但因操作不当引发爆炸。事故造成其右眼几乎失明、手部截肢，并需进行多次植皮及角膜移植手术。报道称其家庭经济条件不佳；男孩的父亲已经拒绝了援助申请。事故直接导致其房间爆炸受损。
事故发生以后，多家媒体报道了该事件；中华人民共和国应急管理处网发布消息，简要报道了该事件并提出了针对安全化学实验的建议。该事件直接暴露出中国私自和非法的化学实验危险性特征，安全意识不强，以及化学品在中国民间的买卖和流通问题。一般认为这是学生权利过度增加的标志。

## 事件经过
2025年4月6日13时30分许，广州市荔湾区富力广场小区一15岁初二男孩在家中做化学实验时引发爆炸。爆炸发生时亲历者声称“整栋楼震了一下”。观测到其房间阳台的爆燃；现场视频及图片显示，男孩面部流血、衣物破损，坐在椅子上，随后被医护人员抬上担架送上救护车。男孩被送往广州市荔湾中心医院，经处理后脱离生命危险，转至南部战区总医院接受治疗。

## 损失与伤害
男孩右眼几乎失明，手部面临截肢，眼睛周围皮肤缺失，后续需要进行植皮、移植角膜等多项手术，身体和心理遭受巨大创伤。
爆炸对男孩家的房间造成严重破坏，墙面受损，实验器具和化学品散落一地。此外，整栋楼可能因爆炸产生结构性损伤，涉事业主已联合向男孩家属提出索赔，街道办正组织第三方机构评估损失。

## 涉事化学药品

### 爆炸原理
据相关报道，男孩长期通过网购渠道购买实验器材和硝酸钾等危险化学品。4月6日，他在家中私自调配硝酸钾与白糖的混合剂时，因反应失控引发剧烈燃烧和爆炸。硝酸钾是强氧化剂，在加热（包括研磨生热）或受到其他激发条件时，硝酸钾会分解并释放出氧气。白糖是碳水化合物，主要成分是蔗糖，具有还原性。当硝酸钾分解产生氧气后，氧气与白糖发生氧化还原反应，白糖中的碳、氢等元素被氧化，表现为燃烧或爆炸，释放出大量的热量，这些热量使体系温度迅速升高。温度升高又会加速硝酸钾的分解以及氧化还原反应的进行，形成连锁反应。当反应速率足够快，热量积聚无法及时散失时，就会导致体系内压力急剧增大，最终引发爆炸。

### 中华人民共和国的危险化学品管制问题
硝酸钾等易制毒，易制爆物品在中国受到严格管制。硝酸钾已被纳入《危险化学品目录（2015版）》，属于易制爆危险化学品。按照相关规定，只有取得危险化学品安全生产许可证等证件的公司才能购买；个人禁止购买类似于硝酸钾的易制爆危险化学品。
事实上，想要在中国大陆购买部分危险化学品依然困难很小。部分化工店由于监管问题可以向学生隐蔽出售化学药品；一些化学品如卤素/碱金属等，也可以在淘宝上购买。通过购买危险化学品，还衍生出了特殊的实验文化“家庭实验”，从事这些实验的学生和年轻人被称作“家庭实验党”，并且引以为傲。

## 媒体评论
媒体评论指出，这起悲剧既是个人冲动之举，也是家庭、学校与社会合力缺失的结果。家庭对实验风险认知不足，未对孩子进行安全防护教育；学校在安全教育方面存在缺失；社会上电商平台对危化品销售监管不力，网络平台对高风险内容清理不到位。同时，这起事件也为全国青少年科学探索敲响了警钟，呼吁建立多重防护网，包括社区加强危险品管理，学校开设实验安全课程，网络平台清理高风险内容等；男孩虽15岁，但认知能力有限，家长在场却未全程监护，反映出家庭安全教育的缺失。除此之外，男孩网购的实验套装中包含高锰酸钾、浓硫酸等管控化学品，平台未履行审核义务，存在监管漏洞。

## 无经验实验
中国大部分地区实行六三学制，也就是包括三年的初中，在初三期间才进行化学科目的学习，了解一些基础化学知识；在高中要经过强制性的化学学科学习，并且至少学完必修一和必修二两本教材；与之对应的，如果选择以化学科目参加高考，还需要继续学习选修内容。这也就是说，在初一和初二阶段（也就是七年级和八年级），学生是没有经过任何化学培训。